# Bothriochloa ischaemum
Bothriochloa ischaemum (L.) Keng, 1936, comunemente chiamato barboncino digitato, è una pianta erbacea perenne appartenente alla famiglia delle Poacee (o Graminaceae).

## Etimologia
Il nome deriva dal greco bothrion, (fossetta), e chloe, chloa, (erba), cioè erba con fossetta, probabilmente riferito alla tipica fossetta presente nelle glume di diverse specie del genere; iskhenaenai, (fermare, trattenere), e haima, (sangue), per il colore violaceo-rossastro presente in diverse parti della pianta, oppure per le sue proprietà emostatiche.

## Descrizione
Sviluppa, dalla radice, numerosi fusti, con culmi alti 30–50 cm, ginocchiati alla base, quindi ascendenti, glabri, con nodi arrossati. Le foglie sono lineari, larghe fino a 4 mm, con guaina pubescente almeno da giovane, cosparsa di peli sporgenti; ligula brevemente membranacea prolungata in una frangia di ciglia lunghe circa 5 mm. Il periodo di fioritura va da giugno a novembre; cresce fino a 1200 metri di altitudine in terreni aridi-ghiaiosi e arenosi e in ambienti ruderali al di sotto della fascia montana inferiore.
Cresce comunemente su tutto il territorio italiano.

## Tassonomia
Sinonimi
- Amphilophis ischaemum (L.) Nash
- Andropogon angustifolius Sm. nom. illeg.
- Andropogon annulatus J.A.Schmidt nom. inval.
- Andropogon articulatus Dulac nom. illeg.
- Andropogon digitatus St.-Lag. nom. illeg.
- Andropogon ischaemum L.
- Andropogon panormitanus Parl.
- Andropogon patulus Moench
- Andropogon pertusus var. panormitanus (Parl.) Hack.
- Andropogon taiwanensis Ohwi
- Andropogon undulatus Pers.
- Andropogon villosus Lam. nom. illeg.
- Bothriochloa ischaemum (L.) Mansf.
- Bothriochloa ischaemum (L.) Henrard
- Bothriochloa panormitana (Parl.) Pilg.
- Bothriochloa taiwanensis Ohwi nom. inval.
- Dichanthium ischaemum (L.) Roberty
- Digitaria collina Salisb. nom. inval.
- Ischaemum dactyloideum Montandon
- Sorghum ischaemum (L.) Kuntze
- Sorghum villosum (Lam.) Kuntze nom. illeg.